# Phyllanthus acacioides
Phyllanthus acacioides är en emblikaväxtart som beskrevs av Ignatz Urban. Phyllanthus acacioides ingår i släktet Phyllanthus och familjen emblikaväxter. Inga underarter finns listade i Catalogue of Life.